# Copa Challenger de Voleibol Masculino de 2024
La Copa Challenger de Voleibol Masculino 2024 fue la quinta y última edición del torneo anual internacional de voleibol masculino que otorga plazas para la Liga de Naciones FIVB.
El torneo fue disputado por ocho equipos nacionales y se llevó a cabo en Linyi (China), entre el 4 y el 7 de julio.
Las selecciones participantes fueron China (el equipo local), México (ganador del Final Four Internacional de NORCECA en 2023), Egipto y Chile (calificados gracias al ránking FIVB); Catar (ganador de la Copa Challenger AVC), Ucrania y Croacia (primero y segundo respectivamente de la CEV Golden League 2024), y Bélgica como equipo mejor ubicado en el ranking FIVB que aún no haya clasificado.

## Clasificación
| Pais    | Confederación | Clasificado como                       | Clasificado en      | Ranking FIVB | Participaciones previas | Participaciones previas | Participaciones previas | Mejor performance   |
| Pais    | Confederación | Clasificado como                       | Clasificado en      | Ranking FIVB | Total                   | Primera                 | Última                  | Mejor performance   |
| ------- | ------------- | -------------------------------------- | ------------------- | ------------ | ----------------------- | ----------------------- | ----------------------- | ------------------- |
| Egipto  | CAVB          | Mejor rankeado de la CAVB              |                     | 19           | 1                       | 2019                    | 2019                    | 5.º lugar (2019)    |
| Chile   | CSV           | Mejor rankeado de la CSV               |                     | 28           | 4                       | 2018                    | 2023                    | 4.º lugar (2023)    |
| México  | NORCECA       | Campeón del Final Four NORCECA de 2023 | 11 de junio de 2023 | 34           | 0                       | N/A                     | N/A                     | N/A                 |
| China   | AVC           | País anfitrión                         | 8 de mayo de 2024   | 32           | 1                       | 2023                    | 2023                    | 5.º lugar (2023)    |
| Qatar   | AVC           | Campeones Copa Challenge asiática 2024 | 9 de junio de 2024  | 21           | 2                       | 2022                    | 2023                    | Subcampeones (2023) |
| Ucrania | CEV           | Campeones Liga de oro europea 2024     | 15 de junio de 2024 | 14           | 1                       | 2023                    | 2023                    | 3.er lugar (2023)   |
| Croacia | CEV           | Subcampeones Liga de oro europea 2024  | 15 de junio de 2024 | 22           | 0                       | N/A                     | N/A                     | N/A                 |
| Bélgica | CEV           | Equipo Mejor del Ranking FIVB          | 17 de junio de 2024 | 16           | 0                       | N/A                     | N/A                     | N/A                 |

Nota: Posiciones en el ranking FIVB al comienzo de la competencia. Fuente: FFVB.

## Sede
En enero de 2024 se abrió el proceso de selección para la ciudad anfitriona del torneo, siendo elegida Linyi en mayo de ese mismo año. Todos los partidos se disputaron en el Estadio Ninoy Aquino, con una capacidad de 6.000 espectadores.

## Formato
El torneo fue disputado en un sistema de eliminación directa a partido único, comenzando en cuartos de final. La selección anfitriona del torneo tuvo asegurado la cabeza de serie, disputando su primer partido contra el equipo peor ubicado en el ránking FIVB. Los siete equipos restantes serán ubicados en posiciones de la segunda a la octava de acuerdo a su posición en el mismo al 17 de junio de 2024, enfrentándose de forma cruzada (el 2.º contra el 7.º, el 3.º contra el 6.º, etc.). Los perdedores de cuartos de final serán eliminados y ordenados del puesto 5.º al 8.º de la clasificación final de acuerdo al criterio de desempate entre los equipos.
| Mejor rankeado    | Peor rankeado |
| ----------------- | ------------- |
| China (Anfitrión) | México (34)   |
| Ucrania (14)      | Chile (28)    |
| Bélgica (16)      | Croacia (22)  |
| Egipto (19)       | Qatar (21)    |

## Resultados
- Del 4 al 7 de julio

- Sede:  Linyi Olympic Sports Park Stadium
- Todos los horarios corresponden a la hora de Linyi, China  (UTC+08:00)

|  | Cuartos de final | Cuartos de final | Cuartos de final |         |   | Semifinales | Semifinales | Semifinales |   |               | Final         | Final         | Final      |  |
|  | 4 y 5 de julio   | 4 y 5 de julio   | 4 y 5 de julio   |         |   | 6 de julio  | 6 de julio  | 6 de julio  |   |               | 7 de julio    | 7 de julio    | 7 de julio |  |
|  |                  |                  |                  |         |   |             |             |             |   |               |               |               |            |  |
|  |                  |                  |                  |         |   |             |             |             |   |               |               |               |            |  |
|  | 1                | China            | 3                |         |   |             |             |             |   |               |               |               |            |  |
|  | 1                | China            | 3                |         |   |             |             |             |   |               |               |               |            |  |
|  | 8                | México           | 0                |         |   |             |             |             |   |               |               |               |            |  |
|  | 8                | México           | 0                |         | 1 | China       | 3           |             |   |               |               |               |            |  |
|  |                  |                  |                  |         | 1 | China       | 3           |             |   |               |               |               |            |  |
|  |                  |                  | 4                | Egipto  | 0 |             |             |             |   |               |               |               |            |  |
|  | 4                | Egipto           | 4                | Egipto  | 0 | 3           |             |             |   |               |               |               |            |  |
|  | 4                | Egipto           |                  |         |   |             |             |             |   |               |               |               |            |  |
|  | 5                | Qatar            | 2                |         |   |             |             |             |   |               |               |               |            |  |
|  | 5                | Qatar            | 2                |         |   |             |             |             |   | 1             | China         | 3             |            |  |
|  |                  |                  |                  |         |   |             |             |             |   | 1             | China         | 3             |            |  |
|  |                  |                  | 3                | Bélgica | 1 |             |             |             |   |               |               |               |            |  |
|  | 3                | Bélgica          | 3                | Bélgica | 1 | 3           |             |             |   |               |               |               |            |  |
|  | 3                | Bélgica          |                  |         |   |             |             |             |   |               |               |               |            |  |
|  | 6                | Croacia          | 2                |         |   |             |             |             |   |               |               |               |            |  |
|  | 6                | Croacia          | 2                |         | 3 | Bélgica     | 3           |             |   | Tercer puesto | Tercer puesto | Tercer puesto |            |  |
|  |                  |                  |                  |         | 3 | Bélgica     | 3           |             |   | Tercer puesto | Tercer puesto | Tercer puesto |            |  |
|  |                  |                  | 2                | Ucrania | 2 |             |             |             |   |               |               |               |            |  |
|  | 2                | Ucrania          | 2                | Ucrania | 2 | 3           |             |             | 4 | Egipto        | 3             |               |            |  |
|  | 2                | Ucrania          |                  |         |   |             |             |             | 4 | Egipto        | 3             |               |            |  |
|  | 7                | Chile            | 1                |         |   |             |             |             |   |               | 2             | Ucrania       | 2          |  |
|  | 7                | Chile            | 1                |         |   |             |             |             |   |               | 2             | Ucrania       | 2          |  |
|  |                  |                  |                  |         |   |             |             |             |   |               |               |               |            |  |

### Cuartos de final
| Fecha      | Hora  | Equipo 1 | Sets  | Equipo 2 | Set 1 | Set 2 | Set 3 | Set 4 | Set 5  | Total   |
| ---------- | ----- | -------- | ----- | -------- | ----- | ----- | ----- | ----- | ------ | ------- |
| 4 de julio | 15:30 | China    | 3 : 0 | México   | 25-23 | 25-17 | 25-23 | -     | -      | 75-63   |
| 4 de julio | 19:30 | Bélgica  | 3 : 2 | Croacia  | 25-20 | 25-18 | 22-25 | 15-14 | 15'-13 | 102-101 |
| 5 de julio | 15:30 | Ucrania  | 3 : 1 | Chile    | 20-25 | 25-23 | 25-19 | 25-19 | -      | 95-86   |
| 5 de julio | 19:30 | Egipto   | 3 : 2 | Qatar    | 25-16 | 23-25 | 27-25 | 20-25 | 15-13  | 110-104 |

### Semifinales
| Fecha      | Hora  | Equipo 1 | Sets  | Equipo 2 | Set 1 | Set 2 | Set 3 | Set 4 | Set 5 | Total  |
| ---------- | ----- | -------- | ----- | -------- | ----- | ----- | ----- | ----- | ----- | ------ |
| 6 de julio | 16:00 | China    | 3 : 0 | Egipto   | 25-15 | 27-25 | 25-19 | -     | -     | 77-59  |
| 6 de julio | 20:00 | Ucrania  | 2 : 3 | Bélgica  | 25-21 | 25-20 | 15-25 | 21-25 | 11-15 | 97-106 |

### Tercer puesto
| Fecha      | Hora  | Equipo 1 | Sets  | Equipo 2 | Set 1 | Set 2 | Set 3 | Set 4 | Set 5 | Total   |
| ---------- | ----- | -------- | ----- | -------- | ----- | ----- | ----- | ----- | ----- | ------- |
| 7 de julio | 13:30 | Egipto   | 3 : 2 | Ucrania  | 21-25 | 25-20 | 20-25 | 25-17 | 15-13 | 106-100 |

### Final
| Fecha      | Hora  | Equipo 1 | Sets  | Equipo 2 | Set 1 | Set 2 | Set 3 | Set 4 | Set 5 | Total |
| ---------- | ----- | -------- | ----- | -------- | ----- | ----- | ----- | ----- | ----- | ----- |
| 7 de julio | 17:00 | China    | 3 : 1 | Bélgica  | 25-20 | 25-20 | 22-25 | 25-22 | -     | 97-87 |

## Posiciones finales
| Rank              | Team      |
| ----------------- | --------- |
| Medalla de oro    | China VNL |
| Medalla de plata  | Bélgica   |
| Medalla de bronce | Egipto    |
| 4                 | Ucrania   |
| 5                 | Croacia   |
| 6                 | Qatar     |
| 7                 | Chile     |
| 8                 | México    |

| \| \| \| \| \| Campeón China[4] 1.er título \| Plantel: 2 Jiang Chuan , 3 Wang Hebin, 4 Li Lei, 6 Yu Yuantai, 8 Wang Dongchen, 9 Li Yongzhen, 10 Yang Tianyuan, 14 Zhai Dejun, 15 Peng Shikun, 16 Qu Zongshuai, 17 Wang Jingyi, 20 Rao Shuhan, 22 Zhang Jingyin, 30 Mao Tianyi Entrenador: Vital Heynen |
| |
| |
| Campeón China 1.er título |

|                           |
|                           |
| Campeón China 1.er título |